# Quei quattro giorni di novembre
Four Days in November è un documentario del 1964 diretto da Mel Stuart candidato al premio Oscar al miglior documentario.
Il film parla dell'assassinio del presidente degli Stati uniti John Fitzgerald Kennedy, e risulta inedito in Italia.